# オトメガサ
オトメガサ（乙女笠、Scutus sinensis）は、スカシガイ科(Fissurellidae)に属する軟体動物で、約5cm程度の黒色または飴色の平たく楕円形の軟体に、カサガイ状の貝殻を隠している。潮間帯の岩礁に棲む。

## 形態
貝殻は白色ないし淡い橙褐色で、角が丸い長方形で前方中央が凹んでいる。退化した貝殻は外套膜(mantle)で覆われ、貝殻の下に体を隠すことができない。幼貝は巻貝の形をしていて、成長とともに平たい笠貝形になる点で、幼貝時から巻貝の形をしていないカサガイとは異なる。左右にやや太い触角(tentacles)と短い眼柄(がんぺいeyestalks)をもつ。頭のすぐ後ろの左右に櫛鰓(ctenidia)があり、櫛鰓のすぐ後ろ、体中央部の左右に心房(auricles)がある。

## 生態
潮間帯の岩礁に棲み、藻類を食べる。古腹足類の特徴として、雌雄の別があり放卵放精により体外受精する。

## 分布
北海道南部から中国沿岸にかけて分布。

## 化石
中新世にスカシガイ科の他の種から分化したと考えられ、愛知県の渥美層群で更新世の化石が見つかっている。